# Pizy
Pizy fue hasta el 30 de junio de 2011 una comuna suiza del cantón de Vaud, situada en el distrito de Morges.
Desde el 1 de julio de 2011 forma parte de la comuna de Aubonne.

## Geografía
Limitaba al norte con la comuna de Montherod, al este con Aubonne, al sureste con Féchy, al sur con Bougy-Villars, al oeste con Mont-sur-Rolle y Essertines-sur-Rolle, y al noroeste con Gimel.
Hasta el 31 de diciembre de 2007 la comuna estuvo en el distrito de Aubonne, círculo de Gimel.